# 陈浍敏
陈浍敏（英語：Carrie Tan Huimin，1982年4月11日—），新加坡華裔政治人物，人民行动党籍，自2020年起担任义顺集选区义顺南分区的国会议员。
在踏入政坛之前，陈浍敏创办了慈善组织明天的女儿（Daughters of Tomorrow），帮助新加坡底层女性维持生计，在经济上实现自给自足。在明天的女儿工作期间，陈浍敏致力于让大众认识新加坡的社会贫困问题，与私营、公营及非营利组织一同协作，帮助弱势社群实现社会及经济流动。除此之外，陈浍敏也是东南亚青年领袖行动计划的研究员，2016年8月新加坡总理李显龙在美国白宫会见美国总统贝拉克·奥巴马期间，奥巴马特别提到陈浍敏在妇女赋权及倡导合作方面的工作。

## 早年经历
陈浍敏的父亲是德士司机，后来转任列车员，母亲是家庭主妇，另外还有一个姐妹。陈浍敏初中和高中分别就读于莱佛士女子中学和莱佛士初级学院，大学在新加坡国立大学主修历史，硕士就读于李光耀公共政策学院，获公共行政碩士学位。

## 职业生涯
在2012年以前，陈浍敏从事猎头工作。2007年参加完南印度的义工工作后，陈浍敏创办了社会企业明天的女儿，为印度底层的妇女提供技能训练。2014年，亚洲新闻台播出纪录片《新加坡人在海外》（A Singaporean Abroad），讲述了陈浍敏在印度展开人道主义工作，给从人贩子手中解救出来的乡下女性提供手工艺技能培训。2015年11月，访问马来西亚的美国总统贝拉克·奥巴马在吉隆坡举行市民大会，推广东南亚青年领袖行动计划。2016年5月，陈浍敏获得国际青年商会新加坡总会颁发的十大杰出青年奖的儿童、世界和平与人权类荣誉奖。

### 明天的女儿
2012年，陈浍敏在新加坡创立慈善机构明天的女儿。该组织为低收入女性提供职业培训，分配工作机会，同时鼓励政府将她们纳入政策。2015年，组织获新加坡国立大学亚洲社会创业与慈善中心（Asian Centre for Social Entrepreneurship & Philanthropy）的最有投资价值社会企业奖。

### 步入政坛
2020年新加坡大選期间，陈浍敏参加义顺集选区的选举，代表人民行动党挑战新加坡前進黨，目标接任同党议员李美花。陈浍敏的竞选搭档有尚穆根、黄国光、穆罕默德·费沙尔·易卜拉欣和吴顺喜，最终五人凭借61.9%的得票率全部胜选。